# ستيوارت مكدونالد (سياسي)
ستيوارت مكدونالد (بالإنجليزية: Stewart McDonald)‏ هو سياسي بريطاني، ولد في 24 أغسطس 1986 في غلاسكو في المملكة المتحدة. حزبياً، نشط في الحزب القومي الاسكتلندي. في الانتخابات العامة في المملكة المتحدة 2015، انتخب عضو برلمان المملكة المتحدة الـ56 عن دائرة غلاسكو الجنوبية وقد انضم خلال فترته النيابية ‏ (8 مايو 2015 – 3 مايو 2017) للكتلة البرلمانية الحزب القومي الاسكتلندي وفي الانتخابات التشريعية البريطانية 2017، انتخب عضو برلمان المملكة المتحدة الـ57 عن دائرة غلاسكو الجنوبية وقد انضم خلال فترته النيابية ‏ (8 يونيو 2017 – ) للكتلة البرلمانية الحزب القومي الاسكتلندي.